# 张琼 (北朝)
张琼（473年—537年），字德连，代人， 敦煌郡（今甘肃省敦煌市）人，北魏、东魏官员。

## 生平
张琼自幼健壮，有军事才干，从荡寇将军出任朔州征虏府外兵参军。正光五年（524年）三月，六镇之乱暴发，张琼到定州避难，之后跟随葛荣反叛。建义元年（528年）八月，葛荣失败，尔朱荣任用张琼为都督，张琼又转任定州刺史。永安二年（529年）五月，元颢攻入洛阳，张琼因讨伐元颢有功，出任汲郡太守。建明初年，张琼出任东道慰劳大使，封行唐县子，食邑三百户。张琼又转任太尉尔朱度律的太尉长史，外任河内郡太守，出任征东将军、济州刺史。当时北魏与南梁交战，张琼出任大都督。尔朱兆失败后，张琼归附高欢，代理青州刺史，又代理汾州刺史，永熙二年二月庚申（533年3月12日），张琼加骠骑大将军、仪同三司。天平三年（537年）正月，高欢攻克西夏州，以张琼出任河右慰劳大使，留下镇守西夏州。天平四年（537年）十一月，宇文泰派长孙俭围攻西夏州，张琼部将许和杀死张琼献城投降，张琼时年虚岁六十五。武定六年十月廿二日（548年12月7日），张琼葬于邺城西北五里近小岗，东魏赠予使持节、并肆云朔四州刺史、司徒公，以太牢祭祀。

## 家庭

### 高祖
- 张某，陵江将军[1]

### 曾祖
- 张某，征东将军[1]

### 祖父
- 张某，酒泉郡太守[1]

### 父亲
- 张某，征南将军、南蛮校尉[1]

### 子女
- 张欢，北魏驸马都尉、开府仪同三司、建州刺史、南郑县伯
- 张遵业，东魏平西将军、显州刺史、安固县子

## 延伸阅读
[在维基数据编辑]
 《北齊書/卷20》，出自李百药《北齊書》